# Lamiomimus gottschei
Lamiomimus gottschei là một loài bọ cánh cứng trong họ Cerambycidae.